# Réseau de neurones à action directe
Un réseau de neurones à action directe, ou à propagation avant, en anglais feedforward neural network, est un réseau de neurones artificiels acyclique, se distinguant ainsi des réseaux de neurones récurrents. Le plus connu est le perceptron multicouche qui est une extension du premier réseau de neurones artificiel, le perceptron inventé en 1957 par Frank Rosenblatt.
Le réseau de neurones à action directe est le premier type de réseau neuronal artificiel conçu. C'est aussi le plus simple. Dans ce réseau, l'information ne se déplace que dans une seule direction, vers l'avant, à partir des nœuds d'entrée, en passant par les couches cachées (le cas échéant) et vers les noeuds de sortie. Il n'y a pas de cycles ou de boucles dans le réseau.